# Renovación (revista)
Renovación es la revista histórica de las Juventudes Socialistas de España (JSE). Fundada en 1907, hoy día es editada anualmente por la Fundación Ciudadanía Joven Tomás Meabe y mensualmente por la Oficina de Prensa de JSE bajo el nombre Renovación Digital.

## Historia
Fue fundada en febrero de 1907 por la Federación de Juventudes Socialistas de Bilbao, siendo su primer director Francisco Domenech. Era un pequeño boletín de escasa difusión, centrado en el norte de España. En el Congreso de Bilbao en 1908 se transforma en un periódico mensual, y se convierte en el órgano oficial de la Federación Nacional de Juventudes Socialistas de España. Más tarde, se empezará a editar en Madrid. En 1910 accede a su dirección Andrés Saborit, que consigue aumentar tanto su presentación como su tirada, hasta llegar a cerca de los nueve mil ejemplares. Sin embargo, se acusan períodos de irregular publicación entre 1910 y 1912 y problemas con la censura gubernamental.
Tras la crisis de 1920 y 1921, en el que numerosos militantes y cuadros abandonan Juventudes Socialistas para formar el germen del futuro PCE, la Comisión Ejecutiva del Partido Socialista Obrero Español designa un comité provisional para reorganizar la Federación Nacional de Juventudes Socialistas de España. Este comité provisional empezó a reeditar Renovación, consiguiendo una tirada de 4500 ejemplares, una de las bases para la reactivación de la organización juvenil.
En 1935 también se publicaría en Renovación el manifiesto conocido como Octubre: segunda etapa, motivado por el fracaso de la Revolución de 1934, que marca un punto álgido en la radicalización de la Federación Nacional de Juventudes Socialistas de España.
Tras la guerra civil española, Renovación se convirtió en el órgano de expresión de las Juventudes Socialistas de España en el exilio. El exilio tras la derrota en la guerra civil española y tan solo durante la Segunda Guerra Mundial conllevó que coexistieran tres ediciones diferentes de Renovación desde Orán en Argelia, desde Toulouse en Francia, y desde México. Finalizada la guerra, la Unificación  de las tres federaciones en la  Federación Nacional de las Juventudes Socialistas de España con sede en Toulouse en el transcurso del Congreso celebrado el 22 de abril de 1945 en Toulouse supuso también que la redacción de Renovación se fijase en esta zona. El fortalecimiento de la organización el exilio, gracias en parte a la emigración española a Europa durante la década los años 1960, se tradujo también en un fortalecimiento de la revista. Según datos de 1964, la difusión de Renovación pasó de 1800 ejemplares bimensuales a los 5500 mensuales.
A partir de 1973 se empezó a editar clandestinamente en el interior de España. Entre 1975 y 1980, fecha en la que se interrumpió su publicación, Renovación dio un giro sustancial. A pesar de mantenerse como una publicación esencialmente "política", la estética se acercó mucho más a la realidad juvenil del momento, con portadas a color, humor, y abundantes referencias culturales. Se buscaba reinterpretar la realidad del momento, fuertemente condicionada por temas de actualidad como la liberación sexual, las drogas o la objeción de conciencia.
A partir de 2003, dentro de la conmemoración del centenario de Juventudes Socialistas de España, se empezó a editar nuevamente la Revista Renovación en su séptima edición por parte de la Fundación Ciudadanía Joven Tomás Meabe, llegando a editarse 5000 ejemplares anualmente. Asimismo por parte de la Oficina de Prensa de JSE se empieza editar mensualmente la Revista "Renovación Digital".